# 美山村 (岐阜県)
美山村（みやまむら）はかつて岐阜県郡上郡に存在した村である。
現在の郡上市八幡町美山に該当する。
和良川の支流の鬼谷川の上流域に位置する。

## 歴史
- 1875年（明治8年） - 中之保村、小板屋新田村、鬼谷村、夕谷村が合併し発足。
- 1889年（明治22年）7月1日 - 町村制により、改めて美山村発足。
- 1897年（明治30年）4月1日 - 入間村、小那比村、洲河村、野々倉村と合併し、西和良村発足。同日美山村廃止。

## 教育
- 美山尋常小学校（現・郡上市立西和良小学校）